# Megacorma
Megacorma este un gen de molii din familia Sphingidae. 

## Specii
- Megacorma hoffmani Eitschberger, 2007
- Megacorma iorioi Eitschberger, 2003
- Megacorma obliqua (Walker, 1856)
- Megacorma remota Jordan, 1924
- Megacorma schroederi Eitschberger, 1999